# تعليم غير متزامن

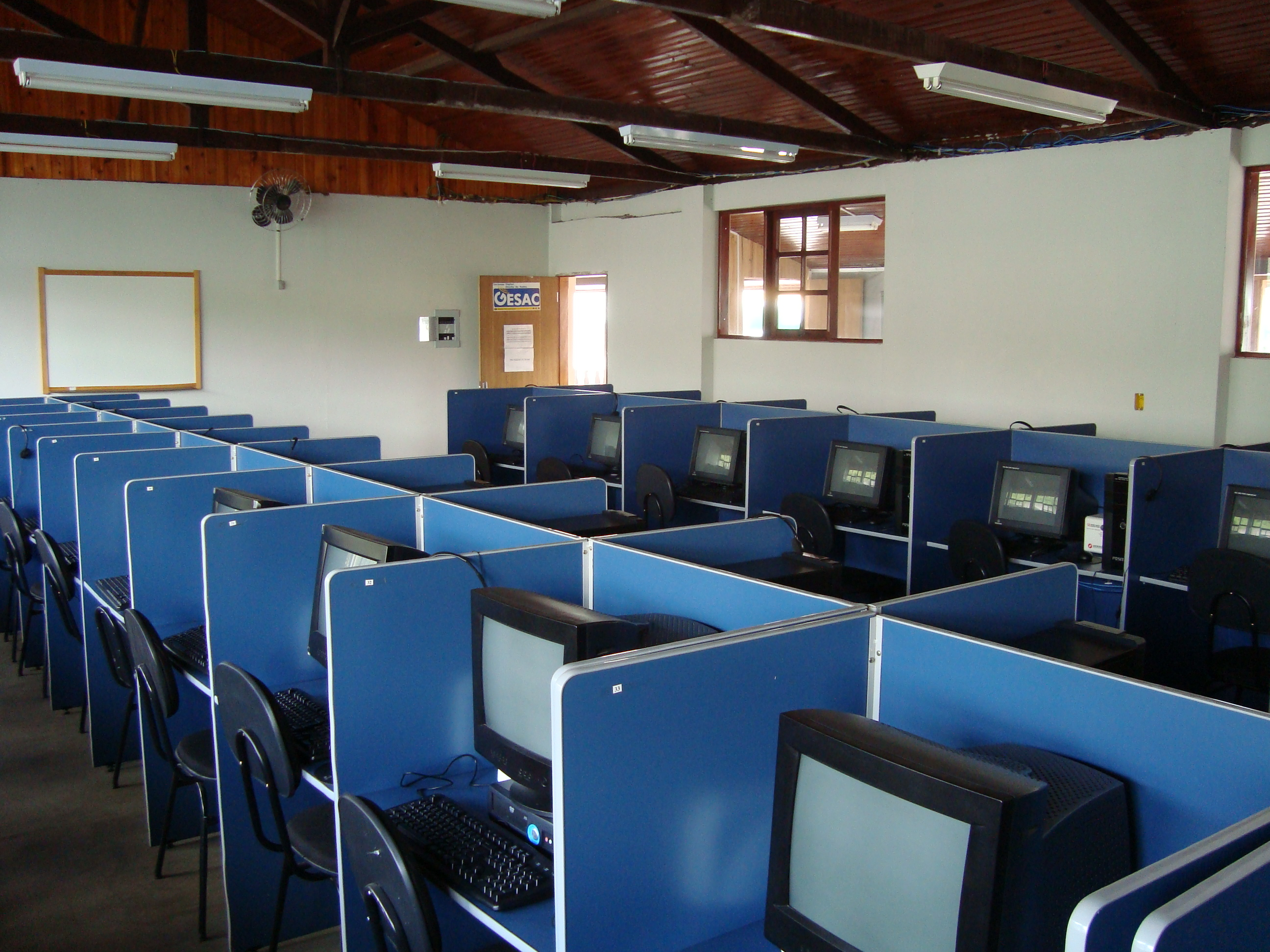

التعليم غير المتزامن هو أسلوب تعليمي يركز على الطالب باستخدام مصادر تعليمية على الإنترنت التي تسهل إشراك المعلومات بين جموع من المتعلمين من دون قيود الوقت والمكان التي تفرضها الدراسات الصفية. يعتمد أسس نظريات البنائية التي تشدد على تفاعل المتعلمين فيما بينهم والذي يجمع بين التعلم الذاتي والتفاعل غير المتزامن الذي ينمي التعلم. يمكن استخدام هذا الأسلوب في التعلم الصفي التقليدي أو في برامج التعلم عن بعد ونظم التعلم المستمر.

## أدوار المعلمين والمتعلمين
يتطلب التعليم عبر شبكة الإنترنت الانتقال من أساليب التعليم التقليدية التي تركز على المدرس إلى أساليب جديدة تركز على الطالب. وفي هذا الأسلوب، يقوم المدرس بأدوار جديدة كثيرة منها أن يصبح أكثر من موزع للمعلومات ليصبح مصمم  تعليمي، مسهل تعليمي ومقيم لأساليب تعليمه بالإضافة لتقييم تعلم الطلاب.
وكمصمم تعليمي، على المدرس إعداد المنهاج والأساليب والوسائط التي يجب أن تستخدم لتوفير المواد التعليمية ومن ثم يقوم بتسهيل النشاطات التعليمية وإدارة التواصل بين الطلاب لتشجيع التعلم المباشر. من أهم مهامه هو إنشاء ورعاية الروح المجتمعية للطلاب مما يتطلب مجهود كبير من المدرس لقراءة وتقييم وتنشيط التفاعل بين الطلاب ومراقبة التعلم بشكل متواصل. 
من ناحية الطلاب، عليهم أخذ دور ريادي في تعلمهم وتحمل مسؤولية القيام بما يتوجب عليهم لتعلمهم والمساهمة في تعليم أقرانهم. ومن المهام التعلمية الجديدة التي على الطلاب اتقانها بالإضافة لما هو معتاد:
- الإلمام باستعمال التكنولوجيا بشكل متقن
- استخدام وسائل جديدة للتواصل مع المدرسين والطلاب الأخرين
- تقوية الاعتمادية المشتركة من أجل التضافر مع الطلاب الأخرين.

## إيجابية التعلم غير المتزامن
- يعطي التعلم غير المتزامن الحرية للطلاب في الوصول والحصول على المواد التعليمية في أي مكان وزمان.
- التفاعل مع أطياف مختلفة من المتعلمين من طلاب تقليديين في الجامعات إلى مهنيين اختصاصيين إلى طلاب من بلاد وثقافات مختلفة.
- يستطيع الطلاب إبداء أرائهم وخبراتهم من دون انقطاع وإعطاء الوقت الكافي للتفكر في مقترحاتهم.
- يمكن إيصال العملية التعليمية إلى عدد أكبر من المتعلمين مقارنة بمنهاج التعلم الصفي التقليدي.
- يمكن ملاحظة وتسجيل وتقييم كل النشاطات التعلمية بشكل أسهل من ما هو معهود في التعليم الصفي.

## سلبيات التعلم غير المتزامن
- تكلفة عالية أولية لتطوير وتصميم المناهج
- تكلفة توفير الهيئة التحتية التكنولوجية مثل الخوادم وأجهزة الوسائط النظرية والصوتية ونظم دعم المتعلمين.
- التدريب الأولي للمدرسين والتقنيين والدعم للبرنامج من توفير المساعدة وتخزين المحتويات وإدارة التقنيات.
- تطوير كفاءة المدرسين في استخدام التكنولوجيا للمهام التعليمية.
- يجب أن يتوافر للطلاب إمكانيات استعمال الحاسوب ومهارات متقدمة لإستعمال الحاسوب.

## للإستزادة
- تعليم إلكتروني